# 真冬のハーモニー
『真冬のハーモニー』(まふゆのハーモニー)は中島美嘉の配信限定シングルであり、中島美嘉 with 藤巻亮太名義での発売となる。

## 収録曲
1. 真冬のハーモニー
作詞・作曲：藤巻亮太 /編曲：宗本康兵

## 真冬のハーモニー 【完全限定/アナログ盤】
『真冬のハーモニー』(まふゆのハーモニー)は中島美嘉が中島美嘉 with 藤巻亮太名義で発売したアナログ盤シングル。

### 解説
カップリングには、RELAXIN’ WITH LOVERSがリミックスを手掛けた「真冬のハーモニー (Winter Lovers Mix)」が収録された。

### 収録曲
1. 真冬のハーモニー
2. 真冬のハーモニー (Winter Lovers Mix)

## 収録アルバム
真冬のハーモニー
- 『WITH』